# Lingua franca
A lingua franca, más néven franco vagy sabir a Földközi-tenger körzetében használt kevert nyelv volt, amely közvetítőnyelvként szolgált, főleg a kikötőkben.
Egyes feltevések szerint már a keresztes hadjáratok idejében jelent meg (11–13. század), de főleg abban a időszakban terjedt el, amikor Velence és Genova uralták gazdaságilag a térséget (13. század), és használata a 19. század közepéig tartott. Főleg európai kereskedők használták török és arab partnereikkel, de tengerészek is, valamint francia diplomaták az algíri és tuniszi elöljárókkal a francia megszállás előtt. Elsajátították olyan keresztények is, akiket magrebi muzulmán kalózok fogtak el és rabszolgákként adtak el ezeken a területeken. Ezen a nyelven kommunikáltak velük fogvatartóik.
Általában úgy tekintik, hogy a lingua franca ugyanaz a nyelv, amely a sabir elnevezéssel létezett. A lingua franca elnevezés latin és olasz, és egyes szerzők szerint eredetileg a középkori latin nyelvet nevezték így, de mások szerint a franca jelző onnan ered, hogy a közel-keletiek „frankok”-nak nevezték az európaiakat. A sabir elnevezés a saber ’tudni’ spanyol, portugál, katalán és okcitán főnévi igenévből származik.
Úgy a lingua franca, mint a sabir elnevezés tágabb értelmezést is kapott, beleértve nyelvészeti szakszavakként is. A lingua franca szókapcsolat általánosan „közvetítőnyelv” jelentéssel is használatos, azaz különböző anyanyelvű beszélők közötti kommunikációban használt nyelvet is jelent, beleértve ha nem kevert nyelv. A francia nyelvészetben a sabir terminust használják „közvetítőnyelv” jelentéssel is, de csak kevert nyelvet értenek alatta. Ugyanakkor a francia köznyelvben pejoratív jelentése van, egymástól elütő elemekből álló, nehezen érthető nyelvezetet neveznek így.

## Jellegzetességei
Egyes szerzők úgy tekintik, hogy a lingua franca az első dokumentált pidzsin, mégpedig az egyetlen újlatin pidzsin, olyan értelemben, hogy szókészlete főleg újlatin. Viszont mások szerint különbözik a pidzsinektől, amelyek rendszerint csak két nyelv között keletkeztek, vagy olyanok között, amelyeknek csak egy szupersztrátum nyelvük volt.
A lingua francára elsősorban az jellemző, hogy viszonylag sok nyelvből származik a szókészlete, és közöttük nem lehet csak egyet szupersztrátumként azonosítani. Innen származik a francia nyelvészetben a lingua franca másik nevének, a „szabir”-nak az általánosítása az ilyen típusú, és ezzel a pidzsinektől különböző nyelvekre. A lingua francának többnyire újlatin nyelvekből vannak a szavai, az olaszból, a spanyolból, a katalánból, az okcitánból, a franciából és a portugálból. Vannak még görög, török és arab szavai is, amelyek jövevényszavaknak számítanak, amennyiben a lingua franca újlatin nyelvnek tekintett. Azonban szemantikai szempontból ez a szókészlet nagyon korlátozott, általában a kereskedelemre és a hajózásra. Ezért a kereskedelmi nyelvek közé sorolják, olyan értelemben, mint a pidzsineket.
Ez a nyelv nem volt egységes, több területi változata volt. Például a tuniszi közelebb állt az olaszhoz, az algíri pedig a spanyolhoz.
Grammatikai szerkezete kezdetleges, mondattana néhány szókombinációra vonatkozó szabályból áll. Sokkal analitikusabb, mint a forrásnyelvei, ami az alábbi vonásokból tűnik ki:
- Nem jelzi a számokat végződésekkel, pl. Questi Signor star amigo di mi ’Ezek az urak barátaim’ (szó szerint ’Ezek úr lenni barát tulajdonviszonyt kifejező újlatin elöljárószó én’).
- Csak az -o-ra végződő mellékneveknek van nőnemű alakja is: bono, bona ’jó’, de prudente ’elővigyázatos’.
- A személyes névmásoknak nincsenek különböző alakjaik alanyi, illetve tárgyi és határozói funkció szerint. Például mi jelentése ’én’ és ugyanakkor ’engem’.
- Az igét illetően:

- Csak két igeidőt fejez ki egyszerű alakkal:

- A jelen időt az újlatin főnévi igenév alakja fejezi ki, amelynek ebben a nyelvben csak két végződése lehet, -ar vagy -ir, pl. mi andar ’megyek’, ti andar ’mész’ stb.
- A múlt időt az újlatin múlt idejű melléknévi igenév alakja adja, pl. mi andato ’mentem’.

- Egyetlen alakja van minden személyben. Például az andar ’menni’ ige alakjai jelen időben: mi andar, ti andar, ellou/ella andar, noi andar, voi andar, elli andar.
- A melléknévi igenévnek nőnemű alakja is van, az -ato, -ata vagy az -ito, -ita végződésekkel, pl. andato, andata, fazito, fazita ’tett, csinált’.
- A jövőbeli cselekvést és a kívántat ugyanaz a körülírás fejezi ki: bisogno mi andar ’menni fogok’ vagy ’menjek’ (szó szerint ’szükség én menni’).
- A felszólítást a személyes névmás nélkül használt főnévi igenév fejezi ki: andar! ’menj!, menjünk!
- A star létige a szenvedő igenem segédigéje is.

E nyelv hangtana a legközelebb az olaszéhoz áll.

## Dokumentáltsága
A lingua franca nem volt írott nyelv. Megjelenik mégis írásban szórványosan, főleg többé-kevésbé hű szövegrészletekben, például Carlo Goldoni, Lope de Vega, Pedro Calderón de la Barca, Molière egyes vígjátékaiban. Az utóbbi Úrhatnám polgár című komédiájában van egy hű szövegpélda:
| Lingua franca | Magyar (szó szerint) | Magyar |
| --- | --- | --- |
| Se ti sabir, Ti respondir; Se non sabir, Tazir, tazir. Mi star Mufti. Ti qui star ti? Non intendir, Tazir, tazir. | „Ha te tudni, Te válaszolni; Ha nem tudni, Hallgatni, hallgatni. Én lenni mufti. Te ki lenni te? Nem érteni, Hallgatni, hallgatni.” | „Ha tudod, Válaszolj; Ha nem tudod, Hallgass, hallgass. Én vagyok a mufti. Te ki vagy? Ha nem érted, Hallgass, hallgass.” |

Részletesebb forrás a lingua francáról egy rövid, 1830-ban szerző jelzése nélkül megjelent könyvecske, amely előszavában nagyon röviden leírja a nyelvet. Ezt egy lingua franca – francia szószedet követi és egy kétnyelvű társalgási rész. A munka csak az Algírban beszélt nyelvváltozatra korlátozódik, és azon franciáknak szánt, akik odamennek meghódítani a leendő gyarmatot.